# Bonnert
Bonnert (Luxemburgs: Bunnert) is een plaats in de Belgische provincie Luxemburg en, sinds de gemeentelijke herindeling van 1977 in het arrondissement Aarlen, een deelgemeente van Aarlen.

## Demografische ontwikkeling
- Bronnen:NIS, Opm:1831 tot en met 1970=volkstellingen